# Microbotryum alsines
Microbotryum alsines är en svampart som först beskrevs av G.P. Clinton & Zundel, och fick sitt nu gällande namn av Piatek 2005. Microbotryum alsines ingår i släktet Microbotryum och familjen Microbotryaceae.   Inga underarter finns listade i Catalogue of Life.